# Pinnaspis longula
Pinnaspis longula är en insektsart som först beskrevs av Leonardi 1907.  Pinnaspis longula ingår i släktet Pinnaspis och familjen pansarsköldlöss. Inga underarter finns listade i Catalogue of Life.